# Collegio di Oxford West and Abingdon
Oxford West and Abingdon è un collegio elettorale inglese situato nell'Oxfordshire rappresentato alla Camera dei comuni del parlamento del Regno Unito. Elegge un membro del parlamento con il sistema maggioritario a turno unico; l'attuale parlamentare è Layla Moran dei Liberal Democratici, che rappresenta il collegio dal 2017.

## Storia
Il collegio fu creato nel 1983 dalla divisione del collegio di Oxford ed ereditando circa metà della sua estensione e una parte orientale dell'ex collegio di Abingdon.
L'ex ministro conservatore John Patten, deputato per Oxford dal 1979, ottenne il seggio alla sua creazione e rimase deputato fino al suo ritiro nel 1997, quando il seggio fu conquistato da un liberal democratico, Evan Harris, che detenne il seggio fino alle elezioni generali nel Regno Unito del 2010, quando fu riconquistato dalla conservatrice Nicola Blackwood, con il risultato più ravvicinato in quell'elezione. Blackwood detenne il seggio fino alle elezioni generali del 2017, quando fu sconfitta dalla liberal democratica Layla Moran.

## Profilo economico
Il collegio comprende la città di Abingdon-on-Thames, il villaggio di Kidlington e le parti occidentale e settentrionale della città di Oxford, insieme a una piccola parte dei collegi dell'Università di Oxford; il collegio che copre il resto della città è Oxford East. Alla fine del 2010 il tasso di disoccupazione era il quinto più basso degli 84 collegi del Sud Est dell'Inghilterra, al 1,2% contro una media del 2,45%. L'area presenta diversi collegamenti rapidi verso Londra, Reading e il cuore commerciale di Oxford, presenta molte industrie e centri di ricerca e ha due grandi stazioni ferroviarie, Oxford e Didcot Parkway.

## Estensione

Oxford West and Abingdon dal 2010 al 2024

- 1983–1997: i ward del distretto of Vale di White Horse di Abbey, Caldecott, Cumnor, Fitzharris, Hinksey, Kennington, Northcourt, Ock, Radley, St Helen Without e Sunningwell and Wootton, e i ward della Città di Oxford di Central, Cherwell, North, South, West e Wolvercote.
- 1997–2010: i ward del distretto di Vale of White Horse di Abbey, Caldecott, Cumnor, Fitzharris, Hinksey, Kennington, Northcourt, Ock, Radley, St Helen Without e Sunningwell and Wootton, i ward della città di Oxford di Central, Cherwell, North, West e Wolvercote, e i ward del distretto di Cherwell di Gosford, North West Kidlington e South East Kidlington.
- 2010-2024: i ward del distretto di Vale of White Horse di Abingdon Abbey and Barton, Abingdon Caldecott, Abingdon Dunmore, Abingdon Fitzharris, Abingdon Northcourt, Abingdon Ock Meadow, Abingdon Peachcroft, Appleton and Cumnor, Kennington and South Hinksey, North Hinksey and Wytham, Radley e Sunningwell and Wootton, i ward della città di Oxford di Jericho and Osney, North, St Margaret's, Summertown e Wolvercote e i ward del distretto di Cherwell di Kidlington North, Kidlington South e Yarnton, Gosford and Water Eaton.
- dal 2024: i ward del distretto di Vale of White Horse di Abingdon Abbey Northcourt, Abingdon Caldecott, Abingdon Dunmore, Abingdon Fitzharris, Abingdon Peachcroft, Botley and Sunningwell, Cumnor, Kennington and Radley, Marcham e Wootton, i ward della città di Oxford di Carfax and Jericho, Cutteslowe and Sunnymead, Holywell, Osney and St. Thomas, Summertown, Walton Manor e Wolvercote.

## Membri del parlamento
| Elezione | Elezione | Deputato         | Partito             |
| -------- | -------- | ---------------- | ------------------- |
|          | 1983     | John Patten      | Conservatore        |
|          | 1997     | Evan Harris      | Liberal Democratici |
|          | 2010     | Nicola Blackwood | Conservatore        |
|          | 2017     | Layla Moran      | Liberal Democratici |

## Elezioni

### Elezioni negli anni 2020
| Partito                    | Partito                              | Candidato                  | Risultati 4 luglio 2024 | Risultati 4 luglio 2024 |
| Partito                    | Partito                              | Candidato                  | Voti                    | %                       |
| -------------------------- | ------------------------------------ | -------------------------- | ----------------------- | ----------------------- |
|                            | Lib Dem                              | Layla Moran                | 23 414                  | 50,90                   |
|                            | Conservatore                         | Vinay Raniga               | 8 520                   | 18,52                   |
|                            | Laburista                            | Stephen Webb               | 5 981                   | 13,00                   |
|                            | Reform UK                            | James Gunn                 | 4 164                   | 9,05                    |
|                            | Verdi                                | Chris Goodall              | 3 236                   | 7,04                    |
|                            | Social Democratico                   | Anni Byard                 | 259                     | 0,56                    |
|                            | Popoli Cristiani                     | Ian Shelley                | 256                     | 0,56                    |
|                            | Indipendente                         | Josh Phillips              | 168                     | 0,37                    |
|                            |                                      |                            |                         |                         |
| Iscritti                   | Iscritti                             | Iscritti                   | 71 318                  | 100,00                  |
| ↳ Votanti (% su iscritti)  | ↳ Votanti (% su iscritti)            | ↳ Votanti (% su iscritti)  | 45 998                  | 64,50                   |
| ↳ Astenuti (% su iscritti) | ↳ Astenuti (% su iscritti)           | ↳ Astenuti (% su iscritti) | 25 320                  | 35,50                   |
|                            |                                      |                            |                         |                         |
|                            | Esito: collegio confermato a Lib Dem |                            |                         |                         |

### Elezioni negli anni 2010
| Partito                    | Partito                              | Candidato                  | Risultati 12 dicembre 2019 | Risultati 12 dicembre 2019 |
| Partito                    | Partito                              | Candidato                  | Voti                       | %                          |
| -------------------------- | ------------------------------------ | -------------------------- | -------------------------- | -------------------------- |
|                            | Lib Dem                              | Layla Moran                | 31 340                     | 53,28                      |
|                            | Conservatore                         | James Fredrickson          | 22 397                     | 38,07                      |
|                            | Laburista                            | Rosie Sourbut              | 4 258                      | 7,24                       |
|                            | Brexit                               | Allison Wild               | 829                        | 1,41                       |
|                            |                                      |                            |                            |                            |
| Iscritti                   | Iscritti                             | Iscritti                   | 76 953                     | 100,00                     |
| ↳ Votanti (% su iscritti)  | ↳ Votanti (% su iscritti)            | ↳ Votanti (% su iscritti)  | 58 824                     | 76,44                      |
| ↳ Astenuti (% su iscritti) | ↳ Astenuti (% su iscritti)           | ↳ Astenuti (% su iscritti) | 18 129                     | 23,56                      |
|                            |                                      |                            |                            |                            |
|                            | Esito: collegio confermato a Lib Dem |                            |                            |                            |

| Partito                    | Partito                                         | Candidato                  | Risultati 8 giugno 2017 | Risultati 8 giugno 2017 |
| Partito                    | Partito                                         | Candidato                  | Voti                    | %                       |
| -------------------------- | ----------------------------------------------- | -------------------------- | ----------------------- | ----------------------- |
|                            | Lib Dem                                         | Layla Moran                | 26 256                  | 43,75                   |
|                            | Conservatore                                    | Nicola Blackwood           | 25 440                  | 42,39                   |
|                            | Laburista                                       | Marie Tidball              | 7 573                   | 12,62                   |
|                            | UKIP                                            | Alan Harris                | 751                     | 1,25                    |
|                            |                                                 |                            |                         |                         |
| Iscritti                   | Iscritti                                        | Iscritti                   | 75 402                  | 100,00                  |
| ↳ Votanti (% su iscritti)  | ↳ Votanti (% su iscritti)                       | ↳ Votanti (% su iscritti)  | 60 020                  | 79,60                   |
| ↳ Astenuti (% su iscritti) | ↳ Astenuti (% su iscritti)                      | ↳ Astenuti (% su iscritti) | 15 382                  | 20,40                   |
|                            |                                                 |                            |                         |                         |
|                            | Esito: collegio passa da Conservatore a Lib Dem |                            |                         |                         |

| Partito                    | Partito                                   | Candidato                  | Risultati 7 maggio 2015 | Risultati 7 maggio 2015 |
| Partito                    | Partito                                   | Candidato                  | Voti                    | %                       |
| -------------------------- | ----------------------------------------- | -------------------------- | ----------------------- | ----------------------- |
|                            | Conservatore                              | Nicola Blackwood           | 26 153                  | 45,68                   |
|                            | Lib Dem                                   | Layla Moran                | 16 571                  | 28,95                   |
|                            | Laburista                                 | Sally Copley               | 7 274                   | 12,71                   |
|                            | UKIP                                      | Alan Harris                | 3 963                   | 6,92                    |
|                            | Verdi                                     | Larry Sanders              | 2 497                   | 4,36                    |
|                            | National Health Action                    | Helen Salisbury            | 723                     | 1,26                    |
|                            | Socialista (GB)                           | Mike Foster                | 66                      | 0,12                    |
|                            |                                           |                            |                         |                         |
| Iscritti                   | Iscritti                                  | Iscritti                   | 76 126                  | 100,00                  |
| ↳ Votanti (% su iscritti)  | ↳ Votanti (% su iscritti)                 | ↳ Votanti (% su iscritti)  | 57 247                  | 75,20                   |
| ↳ Astenuti (% su iscritti) | ↳ Astenuti (% su iscritti)                | ↳ Astenuti (% su iscritti) | 18 879                  | 24,80                   |
|                            |                                           |                            |                         |                         |
|                            | Esito: collegio confermato a Conservatore |                            |                         |                         |

| Partito                    | Partito                                         | Candidato                  | Risultati 6 maggio 2010 | Risultati 6 maggio 2010 |
| Partito                    | Partito                                         | Candidato                  | Voti                    | %                       |
| -------------------------- | ----------------------------------------------- | -------------------------- | ----------------------- | ----------------------- |
|                            | Conservatore                                    | Nicola Blackwood           | 23 906                  | 42,33                   |
|                            | Lib Dem                                         | Evan Harris                | 23 730                  | 42,01                   |
|                            | Laburista                                       | Richard Stevens            | 5 999                   | 10,62                   |
|                            | UKIP                                            | Paul Williams              | 1 518                   | 2,69                    |
|                            | Verdi                                           | Chris Goodall              | 1 184                   | 2,10                    |
|                            | Animal Protection                               | Keith Mann                 | 143                     | 0,25                    |
|                            |                                                 |                            |                         |                         |
| Iscritti                   | Iscritti                                        | Iscritti                   | 80 455                  | 100,00                  |
| ↳ Votanti (% su iscritti)  | ↳ Votanti (% su iscritti)                       | ↳ Votanti (% su iscritti)  | 56 480                  | 70,20                   |
| ↳ Astenuti (% su iscritti) | ↳ Astenuti (% su iscritti)                      | ↳ Astenuti (% su iscritti) | 23 975                  | 29,80                   |
|                            |                                                 |                            |                         |                         |
|                            | Esito: collegio passa da Lib Dem a Conservatore |                            |                         |                         |

### Elezioni negli anni 2000
| Partito                    | Partito                              | Candidato                  | Risultati 5 maggio 2005 | Risultati 5 maggio 2005 |
| Partito                    | Partito                              | Candidato                  | Voti                    | %                       |
| -------------------------- | ------------------------------------ | -------------------------- | ----------------------- | ----------------------- |
|                            | Lib Dem                              | Evan Harris                | 24 336                  | 46,27                   |
|                            | Conservatore                         | Amanda McLean              | 16 653                  | 31,66                   |
|                            | Laburista                            | Antonia Bance              | 8 725                   | 16,59                   |
|                            | Verdi                                | Tom Lines                  | 2 091                   | 3,98                    |
|                            | UKIP                                 | Marcus Watney              | 795                     | 1,51                    |
|                            |                                      |                            |                         |                         |
| Iscritti                   | Iscritti                             | Iscritti                   | 80 182                  | 100,00                  |
| ↳ Votanti (% su iscritti)  | ↳ Votanti (% su iscritti)            | ↳ Votanti (% su iscritti)  | 52 600                  | 65,60                   |
| ↳ Astenuti (% su iscritti) | ↳ Astenuti (% su iscritti)           | ↳ Astenuti (% su iscritti) | 27 582                  | 34,40                   |
|                            |                                      |                            |                         |                         |
|                            | Esito: collegio confermato a Lib Dem |                            |                         |                         |

| Partito                    | Partito                              | Candidato                  | Risultati 7 giugno 2001 | Risultati 7 giugno 2001 |
| Partito                    | Partito                              | Candidato                  | Voti                    | %                       |
| -------------------------- | ------------------------------------ | -------------------------- | ----------------------- | ----------------------- |
|                            | Lib Dem                              | Evan Harris                | 24 670                  | 47,84                   |
|                            | Conservatore                         | Ed Matts                   | 15 485                  | 30,03                   |
|                            | Laburista                            | Gillian Kirk               | 9 114                   | 17,67                   |
|                            | Verdi                                | Mike Woodin                | 1 423                   | 2,76                    |
|                            | UKIP                                 | Marcus Watney              | 451                     | 0,87                    |
|                            | Indipendente                         | Sigrid Shreeve             | 332                     | 0,64                    |
|                            | Extinction Club                      | Robert Twigger             | 93                      | 0,18                    |
|                            |                                      |                            |                         |                         |
| Iscritti                   | Iscritti                             | Iscritti                   | 79 950                  | 100,00                  |
| ↳ Votanti (% su iscritti)  | ↳ Votanti (% su iscritti)            | ↳ Votanti (% su iscritti)  | 51 568                  | 64,50                   |
| ↳ Astenuti (% su iscritti) | ↳ Astenuti (% su iscritti)           | ↳ Astenuti (% su iscritti) | 28 382                  | 35,50                   |
|                            |                                      |                            |                         |                         |
|                            | Esito: collegio confermato a Lib Dem |                            |                         |                         |

## Risultati dei referendum

### Referendum sulla permanenza del Regno Unito nell'Unione europea del 2016
|             | Collegio                 | Lasciare UE % | Rimanere in UE % |
| ----------- | ------------------------ | ------------- | ---------------- |
|             | Oxford West and Abingdon | 38,1%         | 61,9%            |
|             | Inghilterra              | 53,3%         | 46,7%            |
| Regno Unito | 51,9%                    | 48,1%         |                  |